# 1517 a tudományban
Az 1517. év a tudományban és a technikában.

## Építészet
- a Westminsteri apátság építése

## Események
- Le Havre alapítása
- A kávé behozatala Európába.

## Születések
- Jacques Peletier du Mans matematikus (1582)

## Halálozások
- Francisco Hernández de Córdoba, spanyol konkvisztádor
- Luca Pacioli, olasz matematikus